# Izatullah Dawlatzai
Izatullah Dawlatzai (* 10. Mai 1991 in Nangarhar) ist ein deutsch-afghanischer Cricketspieler. Er spielte für die afghanische Cricket-Nationalmannschaft, 2018 spielte er erstmals für die deutsche Cricket-Nationalmannschaft.

## Karriere

### Afghanistan
Nachdem er bei der ICC U19-Cricket-Weltmeisterschaft 2010 die zweitmeisten Wickets für das afghanische Team erzielt hatte, wurde er für die afghanische Cricket-Nationalmannschaft berufen. Dort absolvierte er am 9. Oktober 2010 sein erstes One-Day International gegen Kenia. Seine ersten Twenty20 spielte er im Rahmen des ICC World Twenty20 Qualifier 2012, als sich Afghanistan für die ICC World Twenty20 2012 qualifizierte. Anschließend spielte er im Intercontinental Cup Spiele gegen die Niederlande im März 2012, bei denen er mit 4/38 sein bestes Bowling-Ergebnis in ODI-Cricket erzielte. Sein letztes Twenty20 für Afghanistan spielte er bei der World Twenty20, wurde dann jedoch nicht mehr für die Nominierung im kurzen Format berücksichtigt. Im Intercontinental Cup spielt er im März 2013 gegen Schottland und erreichte im First-Class Spiel elf Wickets (6/57, 5/37). Beim gleichen Wettbewerb im August 2013 in Namibia gelangen ihm noch mal 5/23. Auf Grund einer Verletzung verpasste er große Teile des Jahres 2014, wodurch er einen Rückschlag erlitt. Ein letztes Mal spielte er bei der Dubai Triangular Series 2014/15 ein ODI gegen Schottland.

### Deutschland
Nachdem er nach Deutschland gekommen war, spielte er für den Kummerfelder SV. Ab 2018 spielte er für die deutsche Nationalmannschaft. So wurde er im Mai 2019 für eine Twenty20-Serie gegen Belgien berufen und spielte beim Europäischen Regionsfinale für die Qualifikation zur T20-Weltmeisterschaft in Guernsey.